# 5e législature de Sonsorol

La 5e législature de Sonsorol a été élue le 20 février 2000 pour un mandat de quatre ans. Elle fait suite à la 4e législature, élue en 1996, et précède la 6e législature, élue en 2004.

## Membres
Parmi les membres de la Législature figuraient Nicholas Aquino, Annie Tirso et Valentine Tirso.

## Activités
En janvier 2004, la Législature a modifié la loi publique de l’État de Sonsorol (Sonsorol State Public Law, SSPL) n° 4-15R-1 en adoptant la loi SSPL No. 5-14R-1 qui modifiait la date d'organisation des élections du « 29 février » au « dernier vendredi de février ».

## Contestations

### Début de mandat
Vu l'annulation de l'élection des membres de la 5e législature par la Commission électorale, la quatrième législature est restée en fonction jusqu'à l'installation de la suivante. A cette fin, la 4e législature a adopté, en avril 2000, la SSPL n° 4-37S-1 titrée Loi sur l'élection législative spéciale de l’État de Sonsorol de 2000 (The Sonsorol State Special Legislative Election Act of 2000). Cette loi prévoyait l'organisation des nouvelles élections le 30 mai 2000 et une installation de la nouvelle législature le 16 juin 2000. Elle fut amendée en juillet 2000 par la SSPL n° 4-41S-2.3 qui retarda l'élection au 16 septembre 2000 avec une entrée en fonction le 16 octobre 2000. 

### Fin de mandat
La prestation de serment des députés de la 5e législature eu lieu le 16 octobre 2000 (celles du gouverneur et du lieutenant-gouverneur ont eu lieu le 1er mai de cette année là) or, la prestation de serment de la législature suivante a eu lieu le 30 avril 2004. Nicholas Aquino, Annie Tirso et Valentine Tirso estimaient alors que cela limitait leurs mandats à 3,5 ans contrairement aux dispositions de la Constitution établissant un mandat de 4 ans.

## Sources